# Gerhard Friedl
Gerhard Friedl (* 21. Juli 1967 in Bad Aussee; † 3. Juli 2009 in Berlin) war ein österreichischer Filmemacher.

## Leben
Gerhard Benedikt Friedl studierte zunächst an der Universität Wien Philosophie und wechselte dann an die Hochschule für Fernsehen und Film München (HFF), um Filmregie zu studieren. Sein Abschlussfilm an der HFF und zugleich sein Langfilmdebüt war im Jahr 2004 Hat Wolff von Amerongen Konkursdelikte begangen?. Anschließend arbeitete er als Kameramann, Filmeditor, Kurator von Filmschauen, Film- und Fotokritiker sowie Regisseur für Fernsehen, Werbung und Industriefilm. Zeitweise war er Dozent für zeitgenössischen Dokumentarfilm an der HFF München. Von Oktober bis Dezember 2007 war er Stipendiat der Villa Aurora in Los Angeles. Er lebte in Berlin und Marseille.
Im Juli 2009 starb Friedl in Berlin durch Suizid. Gerhard Friedl ist begraben am Bergfriedhof in Grundlsee, Ausseerland, Steiermark.

## Filmografie
- 1997: Knittelfeld – Stadt ohne Geschichte (Kurz-Dokumentarfilm; Auszeichnungen: 1997 Förderpreis der deutschen Filmkritik als Bester deutscher Dokumentarfilm)
- 2004: Hat Wolff von Amerongen Konkursdelikte begangen? (Lang-Dokumentarfilm, 73 Minuten, 35 mm, Farbe; Producer, Regie, Buch, Kamera, Schnitt: Gerhard Friedl). Premiere: 11. November 2004 bei der 28. Duisburger Filmwoche. Auszeichnungen: 2004 ARTE-Preis als Bester Deutscher Dokumentarfilm und Preis des Goethe-Instituts als Bester Dokumentarfilm, 2005 Preis des Diagonale-Festivals Graz für Innovatives Kino, 2006 Sonderpreis des Deutschen Kurzfilmpreises. Nominierungen: 2005 First Steps